# Gesualda Malenchini
Gesualda Malenchini Pozzolini (Livorno, 2 aprile 1809 – Firenze, 31 dicembre 1894) è stata una patriota, educatrice e filantropa italiana, animatrice di un salotto politico-culturale fiorentino, fondatrice di una scuola a Bivigliano, ed insignita di una medaglia d'oro per le sue benemerenze nell'istruzione popolare.

## Biografia

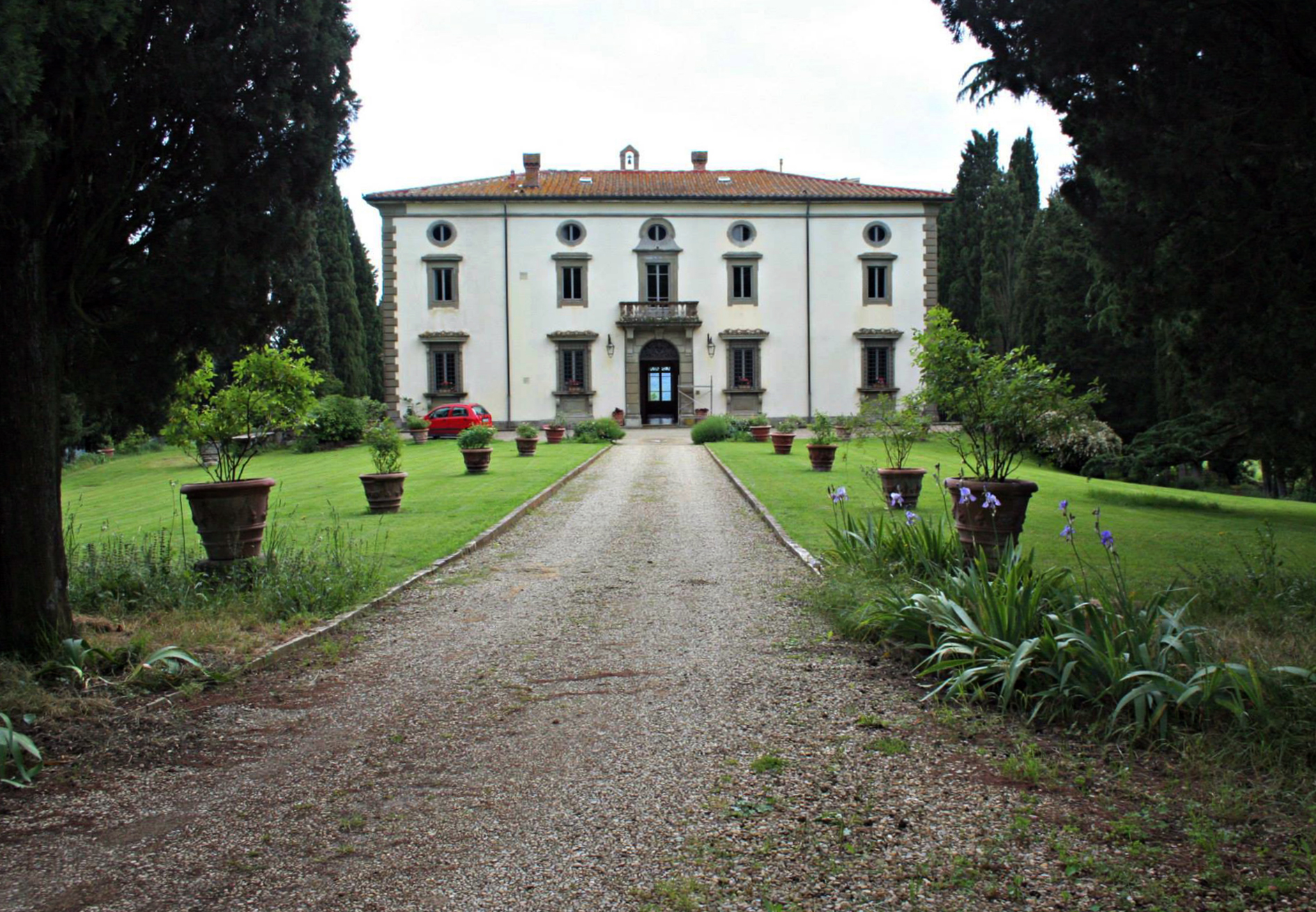
Bivigliano: Villa Pozzolini

Nata a Livorno nel 1809, in una famiglia benestante di proprietari di navi, figlia di Pietro e Veneranda Chiellini, sorella maggiore di Vincenzo Malenchini che sarà membro del Governo provvisorio della Toscana nel 1859 e volontario garibaldino 
nella spedizione dei Mille, Gesualda nel 1828 sposa Luigi Pozzolini e si trasferisce a Firenze. Partecipe degli ideali politici del fratello, alla fine degli anni cinquanta dell'Ottocento, Gesualda organizza nella città toscana un salotto politico-culturale, al quale partecipa anche la figlia Cesira, che è frequentato settimanalmente da intellettuali e politici, quali Atto Vannucci, Giovanna Milli, Erminia Fuà Fusinato.
Il suo impegno educativo si manifesta concretamente con la fondazione a Bivigliano, frazione del comune di Vaglia, nell'attuale città metropolitana di Firenze, ove il marito Luigi ha acquistato una villa appartenuta alla famiglia Ginori, di una scuola rurale aperta ai ragazzi poveri della zona e Gesualda stessa, coadiuvata dalle figlie Antonietta e Cesira, si dedica all'insegnamento. A riprova dei suoi interessi culturali, Gesualda, inoltre, è socia ordinaria (una tra le poche donne) della Società geografica italiana.
Nl 1870 Cesare Correnti, ministro della pubblica istruzione nel governo Lanza, le conferisce una medaglia d'oro per la sua attività in campo educativo.
Si spegne a Firenze, a ottantacinque anni, nel 1894. Il comune di Vaglia ha dedicato al suo nome una strada della frazione di Bivigliano, località ove sorse la scuola rurale da lei fondata.